# Бергольц, Август Иванович
А́вгуст Ива́нович Берго́льц (24 июня 1897 — 29 июля 1938) — советский военный деятель, лётчик, комдив (1935).

## Биография
По этническому происхождению латыш. Родился в июне 1897 года в Либаве Курляндской губернии в семье рабочего-машиниста. Окончил шесть классов Либавского реального училища в 1915 году. На военной службе с сентября 1915 года юнкером Виленского военного училища, выпущен прапорщиком в 1916 году.
Участник первой мировой войны. Воевал на Северном фронте в составе конного отряда особого назначения («Конный Отряд Особой Важности имени атамана Пунина»). Последний чин в русской императорской армии — поручик.
Во время Октябрьской революции 1917 года участвовал в действиях 1-го полка латышских стрелков в городе Вендене.
В РККА с 1918 года. Член ВКП(б) с 1919 года. Участник Гражданской войны. Воевал под Псковом (1918 год), на Западном фронте против поляков в качестве летчика и летчика-наблюдателя. При аварии самолета в 1920 году получил контузию. В 1920 году командовал авиаотрядом в составе Западного фронта.
После Гражданской войны на ответственных должностях в ВВС РККА. С марта 1922 года — начальник техчасти 1-й отдельной истребительной авиаэскадрильи.
В 1923 году окончил Севастопольскую авиашколу, а в 1924 году — курсы при гидрошколе. В 1925 году окончил основной факультет Военной академии РККА. После её окончания занимал должности командира 7-го корпусного авиаотряда и 30-го отдельного авиаотряда.
С ноября 1926 года — командир 20-й авиаэскадрильи. С декабря 1928 года — командир 7-й авиационной бригады. В 1931—1932 годах — слушатель оперативного факультета Военной академии имени М. В. Фрунзе. Затем командовал 15-й тяжелобомбардировочной авиабригадой.
В декабре 1933 года назначен начальником командного факультета Военно-воздушной академии РККА. Комдив (1935 год). С апреля 1935 года — помощник командующего   ВВС Московского военного округа  затем — командующий авиацией ВВС Московского военного округа.
С октября 1936 года по 18 января 1937 года являлся советником республиканских ВВС в Испании. В 1937 году работал старшим руководителем Академии Генерального штаба РККА.
Награждён орденом Ленина (1936 год).
Проживал по адресу Москва ул. Красноармейская, д.12, кв. 20.

## Арест и расстрел
Арестован 13 декабря 1937 года Военной коллегией Верховного Суда СССР 29 июля 1938 года по обвинению в шпионаже и принадлежности к антисоветской организации приговорен к расстрелу. Приговор приведен в исполнение 29 июля 1938 года. Место захоронения: «Коммунарка».
Определением Военной коллегии от 4 августа 1956 года реабилитирован.

## Архив
- АП РФ, оп.24, дело 417, лист 213 Архивная копия от 31 января 2011 на Wayback Machine